# Isaac Myers
Isaac Myers (Baltimora, 13 gennaio 1835 – 1891) è stato un sindacalista statunitense.
La città non offriva l'accesso alle scuole per i neri, così Myers ricevette un'istruzione di base dal reverendo John Fortie, al termine della quale iniziò a lavorare come apprendista da un calafatore nero di nome James Jackson, uno dei più affermati della zona.
Nel 1860 lasciò quel lavoro e fece il facchino e l'addetto alle spedizioni per un grossista fino al 1865, anno in cui ritornò a lavorare in un cantiere navale.
Nel 1865 i lavoratori bianchi organizzarono uno sciopero nei cantieri navali contro gli operai neri in modo da spingere i proprietari a licenziarli per far posto al numero sempre maggiore di bianchi che speravano di trovare un lavoro a Baltimora. Myers fu uno dei molti che cercarono un modo per evitare i licenziamenti dei neri nel settore cantieristico, ma almeno in mille persero il lavoro. Nello stesso anno Entrò in un gruppo di investitori sia bianchi che neri che, raccolti diecimila dollari, nel 1866 acquistò la Chespeake Marine Railway and Dry Dock Company. La compagnia assunse migliaia di calafatori, sia bianchi che neri, da tutta la città, arrivando a pagarli tre dollari al giorno. La compagnia stipulò alcuni contratti con il governo e pagò i propri debiti in cinque anni.
La Chesapeake Marine Railway and Dry Dock Company rimase attiva fino al 1888; Myers consentì la formazione di una grande quantità di organizzazioni dei lavoratori, con la speranza che gli operai dei cantieri si organizzassero in sindacati. Nel 1868 divenne il presidente della Colored Caulker's Trades Union Society of Baltimore.
Nel 1869 la National Labor Union aprì le proprie conferenze ai neri. Quell'anno Myers venne invitato a parlare in una conferenza assieme ad altri nove neri; poco dopo la conferenza venne eletto primo presidente della Colored National Labor Union. La CLNU venne sciolta poco dopo a causa della depressione e della creazione di altri sindacati che permettevano l'accesso agli afroamericani, come la Knights of Labor.
Myers prese le redini della Colored Men’s Progressive and Cooperative Union; lo scopo era di favorire l'accesso ai lavoratori neri ai sindacati bianchi di Baltimora. Il sindacato cercava anche di incoraggiare l'apprendistato per i giovani uomini neri. Myers era anche un membro della Colored Businessmen’s Association and the Colored Building e della Loan Association.